# El grito de Celina
 El grito de Celina es una película de Argentina filmada en Eastmancolor dirigida por Mario David sobre su propio guion según el cuento Los ojos de Celina, de Bernardo Kordon que se estrenó el 26 de mayo de 1983 y que tuvo como actores principales a María Rosa Gallo, Selva Alemán, Miguel Ángel Solá y María Vaner.
La película fue rodada en 1975 y se demoró su estreno, primero porque incluye actores que no eran del agrado del gobierno militar de entonces y después por falta de salas de exhibición.

## Sinopsis
Una madre castradora se enfrenta con la joven que va a casarse con su hijo menor.

## Reparto
- María Rosa Gallo…Juliana
- Selva Alemán…Celina
- Miguel Ángel Solá…Antonio
- María Vaner…Roberta
- Pablo Alarcón…Pedro
- Aldo Barbero…El hombre
- Alba Mujica…Rosalía
- David Llewellyn…Carancho
- Edith Gaute
- Juan Carlos de Seta…Borracho
- Roberto Pieri…Viejo
- María Bufano…Hermana de Celina
- Sara Suter…Mujer en casamiento
- Ramón Perello…Hombre en bar
- Jorge Ochoa…Bautista
- Raúl Manso…Muchacho
- Luis Linares…Almacenero
- Tatiana Robi
- Roberto Doménico
- Eduardo Thau
- Patricia Luján
- Sergio Birnadussi
- Gabriel D. Lentini
- S. M. Birnadussi

## Comentarios
Daniel López en La Voz del Interior escribió:

«Notable discurso de Kordon y David sobre el despotismo.»

Hugo Paredero en Humor opinó:

«Los actores –muy talentosos algunos, meritorios todos- debieron de tener rostro y drama interior para obedecer a una cámara sin síntesis y a un guion que no les supo el alma.»

Jorge Miguel Couselo en Clarín dijo:

«Una película convincente. Exige una predisposición nada fácil. No hay adornos.»

Manrupe y Portela escriben:

«Matriarcado rural, seres rústicos e intención crítica contra el autoritarismo, en una realización bastante estática y anticuada.»